# Segunda División de Básquetbol de Chile
La Segunda División de Basquetbol de Chile (LNB2) es la segunda categoría de carácter semi-profesional de Chile, y es organizada por la Federación de Básquetbol de Chile.
Se creó en la temporada 2017, bajo el objetivo de contar con una segunda categoría que permitiera ascender a la Liga UNO,en su primera temporada los clubes fueron divididos en 2 conferencias, Centro y Sur. Estas estaban conformadas por equipos que postularon a la liga y por dos descendidos desde la Liga Nacional de Básquetbol de Chile (LNB).
En la temporada 2019 se suspendió la Conferencia Sur, al haber equipos que no contaban con el dinero necesario para poder suplir las demandas en la liga, por lo tanto solo se realizó el torneo con la Conferencia Centro, en el cual salió campeón el equipo de Español de Talca, equipo recién descendido de la Liga Uno de la temporada 2024.

## Sistema de Campeonato Actual
En la temporada 2025, este torneo cuenta con el formato de una Fase Regular y una Fase de Playoffs.

### Fase Regular
En esta fase, los 20 equipos son divididos en 4 grupos de 5 clubes que se enfrentan en un sistema de todos contra todos a dos ruedas. Al finalizar esta fase, los 4 equipos mejores ubicados por grupo avanzan a la Fase de Playoffs. El equipo que se ubique último en cada grupo pasa a disputar Play-Out para dirimir los 2 descensos de categoría.

### Fase deplayoffs
Los 16 equipos clasificados de la fase regular, jugarán la fase de cuartos de final Zonal, donde los 8 clubes vencedores clasifican a la semifinal Zonal. Los 4 clubes ganadores de sus llaves pasan a la Final Zonal, de la cual 2 clubes obtienen su boleto para la final nacional de la cual saldrá el equipo campeón, que ascenderá a la Liga Uno. Todas las llaves se disputan al mejor de 3 partidos, a excepción de la Final Nacional que es disputada al mejor de 5 partidos.

## Equipos Participantes 2025
| Equipo                    | Entrenador                 | Gimnasio                           | Capacidad | Proveedor   | Auspiciador                 |
| ------------------------- | -------------------------- | ---------------------------------- | --------- | ----------- | --------------------------- |
| Alemán de Concepción      | Jaime Urrutia              | Polideportivo Alemán Otto          | 400       | Zeus-Sport  |                             |
| Árabe de Valparaíso       | Marcelo Gallegos           | Fortín Prat                        | 3.000     | Zeus-Sport  | Yako´s                      |
| Arturo Prat               | Víctor Ríos Cortés         | Arturo Prat                        |           | Zeus-Sport  | Hotel Club                  |
| Boston College            | Benjamín Gasc              | Boston College                     | 3.000     | Playoff     | Clínica Meds                |
| CDSB Constitución         | Alejandro Iturra           | Enrique Donn Müller                | 2.000     | Zeus-Sport  | Demotron                    |
| Club Brisas               | Javier Escobar             | Club Brisas                        | 800       | Zeus-Sport  | Sodimac                     |
| Huachipato                | Gabriel Schamberger        | CAP Huachipato                     | 1.000     | TDeportes   |                             |
| Illapel Básquetbol        | Gustavo Ciriacci           | Polideportivo Municipal de Illapel |           | Playoff     | Illapel Municipalidad       |
| Liceo de Curicó           | Cristian Figueroa          | Abraham Milad                      | 4.000     | KAIF        | Gobierno Regional del Maule |
| Luis Matte Larraín        | Mauricio Flores            | Carlos Flores Cepeda               |           | Deusport    | CMPC                        |
| Municipal Chillán         | Cristian Espinoza          | Casa del Deporte de Chillán        | 1.300     | Zeus-Sport  | Oh my cat!                  |
| CD Omega                  | Alain Jaccard              | UC Santísima Concepción            |           | Playoff     | Omega TV                    |
| Puerto Montt Básquetbol   | Martín Jaimez              | Municipal Mario Marchant Binder    | 2.000     | Zeus-Sport  | Coolbet                     |
| Quilpué Basquetbol        | Álvaro García              | Fortín Prat                        | 3.000     | Zeus-Sport  | Zargo                       |
| Regional Temuco           | Álvaro Acuña Cid           | Coliseo Universidad Autónoma       | 1.000     | Zeus-Sport  | Temuco Municipio            |
| Sergio Ceppi              | Matías Vergara Soria       | Sergio Ceppi                       | 500       | Real Sport  |                             |
| Stadio Italiano           | José Campos Salgado        | Stadio Italiano                    | 500       | Zeus-Sport  | Bonisimo                    |
| The Shark´s               | Carlos Órdenes             | José Iglesias                      | 1.200     | Agora Sport | Municipalidad de La Serena  |
| Tinguiririca San Fernando | Guillermo Duarte Zecchetto | Municipal de San Fernando          | 1.500     | Deusport    | Heladería Bristol           |
| Truenos de Talca          | Carlos Morales Órdenes     | Manuel Herrera Blanco              | 4.500     | Zeus-Sport  | Corporación Deportes Talca  |

## Campeones
| Temporada | Campeón                                                   | Resultado                                                 | Subcampeón                                                |                                                           |
| 2017      | Boston College                                            | 90-70                                                     | Atlético Puerto Varas                                     |                                                           |
| 2018      | CEB Puerto Montt                                          | 3-0                                                       | Quilicura Basket                                          |                                                           |
| 2019      | Español de Talca                                          | Liga.                                                     | Sergio Ceppi                                              |                                                           |
| 2020      | Temporada suspendida a causa de la pandemia del Covid-19. | Temporada suspendida a causa de la pandemia del Covid-19. | Temporada suspendida a causa de la pandemia del Covid-19. | Temporada suspendida a causa de la pandemia del Covid-19. |
| 2021      | Tinguiririca San Fernando                                 | 2-1                                                       | CD Manquehue                                              |                                                           |
| 2022      | Español de Osorno                                         | Liga                                                      | Sportiva Italiana                                         |                                                           |
| 2023      | Liceo Pablo Neruda                                        | 3-1                                                       | Sportiva Italiana                                         |                                                           |
| 2024      | Colo-Colo                                                 | 3-0                                                       | Stadio Italiano                                           |                                                           |
| 2025      | Puerto Montt Básquetbol                                   | 3-1                                                       | Boston College                                            |                                                           |

## Campeonatos por Equipo
| Equipo                    | Títulos | Subtítulos |
| ------------------------- | ------- | ---------- |
| Boston College            | 1       | 1          |
| CEB Puerto Montt          | 1       | -          |
| Español de Talca          | 1       | -          |
| Tinguiririca San Fernando | 1       | -          |
| Español de Osorno         | 1       | -          |
| Liceo Pablo Neruda        | 1       | -          |
| Colo-Colo                 | 1       | -          |
| Puerto Montt Básquetbol   | 1       | -          |
| Sportiva Italiana         | -       | 2          |
| Atlético Puerto Varas     | -       | 1          |
| Quilicura Basket          | -       | 1          |
| Sergio Ceppi              | -       | 1          |
| CD Manquehue              | -       | 1          |
| Stadio Italiano           | -       | 1          |